# Велика Клецька
Вели́ка Кле́цька — село Корецької міської громади Рівненського району Рівненської області; населення — 600 осіб; перша згадка — 1629 рік. Колишній центр Великоклецьківської сільської ради. Діють загальноосвітня школа І-ІІІ ступенів, клуб, публічно-шкільна бібліотека, фельдшерсько-акушерський пункт, стоматологічний кабінет.
В селі розташовано церкву святого Дмитра (УПЦ МП). Її побудовано у XVIII ст. (1742) спільними коштами парафіян і місцевого поміщика. В другій половині ХІХ ст. церкву було розібрано через її аварійний стан. Поруч з нею 1862 року було збудовано за державний кошт ще одну дерев'яну церкву. Ця споруда згоріла від пожежі, викликаної блискавкою наприкінці ХІХ ст.
Третю дерев'яну церкву було побудовано на тому ж місці, її було освячено 1906 року. Належить до пам'яток архітектури місцевого значення.

## Географія
В селі знайдено предмети епохи неоліту. За 3 кілометри на захід та на схід села є кургани.
Селом протікає річка Клецька, права притока річки Стави.
На північній околиці села бере початок річка Оличка, права притока Клецьки.

## Історія
- 1905 р. — заворушення селян, які спалили поміщицький хліб і комору управителя.
- У 1906 році село Межиріцької волості Рівненського повіту Волинської губернії. Відстань від повітового міста 65 верст, від волості 18. Дворів 111, мешканців 682[2].
- 1910 р. — відкрито церковно-приходську школу, у якій навчалося 30 дітей.
- 1942 - збудовано колгосп
- 1978 - збудовано загальноосвітню школу
- 1986 - збудовано великий продуктовий магазин

## Кулінарія
Село має унікальний кулінарний рецепт - гречаний кисіль. Він має тверду консистенцію. Кисіль нарізали кубиками, посипали дрібною сіллю та поливали лляною олією. А коли його подавали за стіл, це ніби був натяк — трапеза закінчена.

## Населення
Згідно з переписом УРСР 1989 року чисельність наявного населення села становила 686 осіб, з яких 315 чоловіків та 371 жінка.
За переписом населення України 2001 року в селі мешкало 587 осіб.

### Мова
Розподіл населення за рідною мовою за даними перепису 2001 року:
| Мова       | Відсоток |
| ---------- | -------- |
| українська | 99,17 %  |
| російська  | 0,83 %   |

}}